# شان برلی
شان برلی (انگلیسی: Shaun Burley؛ زادهٔ ۴ مارس ۱۹۶۲) فرد نظامی اهل بریتانیا است. وی همچنین برندهٔ جوایزی  نشان حمام و نشان امپراتوری بریتانیا شده‌است. او یک افسر ارتش بریتانیا است که به عنوان وزیر نظامی خدمت کرده است.